# Lista de treinadores do Figueirense Futebol Clube
Este artigo contém uma lista em ordem cronológica, provavelmente incompleta, de treinadores do Figueirense Futebol Clube.

## Ordem cronológica
Legenda:
     Treinador efetivo
     Treinador interino
 Ascensão
 Rebaixamento
| Treinador                        | Período                 | Principais feitos |
| -------------------------------- | ----------------------- | --- |
| 1921 – 1934: Dados indisponíveis |                         | |
| Hercílio Polli                   | 1935                    | |
| Armando Santana                  | 1936 – 1937             | |
| Peru                             | 1937                    | |
| César Seara                      | 1938                    | |
| Pergentino Guimarães             | 1938                    | |
| Peru                             | 1939                    | |
| César Seara                      | 1939 – 1940             | |
| Peru                             | 1940                    | |
| César Seara                      | 1940                    | |
| Peru                             | 1941                    | |
| Raul Pereira Caldas              | 1941 – 1942             | |
| Irajá Gomide                     | 1942 – 1943             | |
| Darío Letona                     | 1943                    | |
| Carlos Ariza                     | 1944                    | |
| Felix Magno                      | 1944                    | |
| Edgar Câmara                     | 1945                    | |
| Numas Pompílio Cardoso           | 1946                    | |
| Paraná                           | 1947 – 1948             | |
| Francisco Prazeres               | 1948                    | |
| Moacir Corrêa                    | 1949                    | |
| Izidro Costa                     | 1949                    | |
| Tito Rodrigues                   | 1949                    | |
| Izidro Costa                     | 1949                    | |
| Zinho                            | 1950                    | |
| Carlos Dantas                    | 1950 – 1951             | |
| Hercílio Polli                   | 1951                    | |
| Carlos Dantas                    | 1952 – 1953             | |
| Cláudio Filomeno                 | 1953                    | |
| Nélson Carril Garcia             | 1954                    | |
| Bagé                             | 1954                    | |
| Izidro Costa                     | 1954 – 1955             | |
| José Barão                       | 1955                    | |
| Nélson Carril Garcia             | 1955 – 1956             | |
| Osni Marques Neves               | 1956                    | |
| Walmir Dias                      | 1956 – 1957             | |
| Izidro Costa                     | 1957                    | |
| Ciro Soncini                     | 1957                    | |
| Nélson Carril Garcia             | 1957 – 1959             | |
| Waldir Mafra                     | 1959                    | |
| Adão Nogueira Pacheco            | 1959                    | |
| Nélson Carril Garcia             | 1960                    | |
| Saul Oliveira                    | 1960                    | |
| Ciro Soncini                     | 1961                    | |
| Walmir Dias                      | 1961                    | |
| José Dias                        | 1961                    | |
| Ciro Soncini                     | 1962                    | |
| Nizeta                           | 1962 – 1963             | |
| Hélio Rosa                       | 1963                    | |
| Walmir Dias                      | 1963                    | |
| Oswaldo Meira                    | 1963 – 1964             | |
| Joni                             | 1964                    | |
| José Amorim                      | 1964 – 1965             | |
| Joni                             | 1965                    | |
| Dilnei Bilbao                    | 1965 – 1966             | |
| Osni Marques Nunes               | 1966                    | |
| Chico Fuleiro                    | 1966                    | |
| Adão Nogueira Pacheco            | 1967                    | |
| Geraldo Alves                    | 1967                    | |
| Adão Nogueira Pacheco            | 1967                    | |
| Nélson Carril Garcia             | 1967                    | |
| Vaca                             | 1967 – 1969             | |
| Juca                             | 1969                    | |
| Romeu Ferreira Del Rei Souza     | 1969                    | |
| Paulo Silva                      | 1969 – 1970             | |
| Ítalo Arpino                     | 1970 – 1971             | |
| Juan Nice Rolán                  | 1971                    | |
| José Firmino                     | 1971                    | |
| Jorge Ferreira                   | 1972 – 1973             | 1972: Campeão do Campeonato Catarinense                                                                                      |
| Iberê Rosa                       | 1973                    | |
| Antoninho                        | 1973 – 1974             | |
| Lauro Búrigo                     | 1974 – 1976             | 1974: Campeão do Campeonato Catarinense                                                                                      |
| Iberê Rosa                       | 1976                    | |
| Murilo de Carvalho               | 1976                    | |
| Sérgio Lopes                     | 1976                    | |
| Ocimar Santos                    | 1976                    | |
| Lauro Búrigo                     | 1976                    | |
| Áureo Malinverni                 | 1976 – 1977             | |
| Décio Leal                       | 1977                    | |
| Iberê Rosa                       | 1977                    | |
| Antônio José Clemente            | 1977                    | |
| Iberê Rosa                       | 1977                    | |
| Antônio José Clemente            | 1977 – 1978             | |
| Joel Passos                      | 1978                    | |
| Lauro Búrigo                     | 1978                    | |
| Jorge Ferreira                   | 1979 – 1980             | |
| Lauro Búrigo                     | 1980                    | |
| Velha                            | 1981                    | |
| Otacílio Gonçalves               | 1981                    | |
| Oberdan Vilain                   | 1981                    | |
| Leôncio Vieira                   | 1981                    | |
| Carlos Gainete Filho             | 1981                    | |
| Balduíno                         | 1981                    | |
| Sérgio Lopes                     | 1982                    | |
| Jaílson Colombi                  | 1982                    | |
| Edgar Ferreira Geraldo           | 1982                    | |
| Iberê Rosa                       | 10/11/1982              | |
| Natanael Ferreira                | 1982                    | |
| Juarez Lorena Villela            | 1983                    | |
| Ivanzinho                        | 1983                    | |
| Danilo Alvim                     | 1983                    | |
| Geraldo Damasceno                | 1983                    | |
| Balduíno                         | 1983                    | |
| Zé Mário                         | 1983                    | |
| Geraldo Damasceno                | 1984                    | Vice-campeão da Taça Cidade                                                                                                  |
| Zé Mário                         | 1984                    | |
| Lauro Búrigo                     | 1984                    | |
| Diede Lameiro                    | 1985                    | |
| Ivanzinho                        | 1985                    | |
| Marcos Cavalo                    | 1985                    | |
| Jaime Casagrande                 | 1985                    | |
| Borba Filho                      | 1985                    | |
| Marcos Cavalo                    | 1985                    | |
| Jorge Ferreira                   | 1986                    | |
| Marcos Cavalo                    | 1986                    | |
| Pinheiro                         | 1986                    | |
| Marcos Cavalo                    | 1986                    | |
| Hamílton Almeida                 | 1987                    | |
| Marcos Cavalo                    | 1987                    | |
| Homero Cavalheiro                | 1987                    | |
| Pinga & Jaime Casagrande         | 1987                    | |
| Júlio Espinosa                   | 1987 – 1988             | |
| Carlito Macedo                   | 1988                    | |
| Lauro Búrigo                     | 1988 – 1989             | |
| Bellini                          | 1989                    | |
| Geraldo Damasceno                | 1989                    | |
| Daltro Menezes                   | 1989                    | |
| Zezinho                          | 1989                    | |
| Zé Humberto                      | 1989                    | |
| Ademir Mello                     | 1990                    | |
| Sérgio Lopes                     | 1990                    | |
| Valmir Louruz                    | 1991                    | |
| Almir José Gil                   | 1991                    | |
| Sérgio Lopes                     | 1991                    | |
| Ademir Mello                     | 1991                    | |
| Nasareno Silva                   | 1991 – 1992             | |
| Paranhos                         | 1992                    | |
| Lauro Búrigo                     | 1992 – 1993             | |
| Acácio Souza                     | 1993                    | |
| Vanderlei Paiva                  | 1993                    | |
| Nasareno Silva                   | 1993                    | |
| Julinho Barcelos                 | 1993                    | |
| Almir José Gil                   | 1993                    | |
| Souza                            | 1993                    | |
| Picolé                           | 1994                    | |
| Luiz Carlos Cruz                 | 1994                    | |
| Lula Pereira                     | 1994                    | Campeão do Campeonato Catarinense                                                                                            |
| Abel Ribeiro                     | 1995                    | Campeão do Torneio Mercosul                                                                                                  |
| Luiz Carlos Cruz                 | 1995                    | |
| Vanderlei Paiva                  | 1995                    | |
| Nasareno Silva                   | 1995 – 1996             | |
| Vicente Arenari                  | 1996                    | |
| Celso Teixeira                   | 1996                    | |
| Lauro Búrigo                     | 1996 – 1997             | |
| Sérgio Lopes                     | 1997                    | |
| Raffaele Graniti                 | 1997                    | |
| Paulo Roberto da Cruz            | 1997                    | |
| Luiz Gonzaga Milioli             | 1998                    | |
| Ivanzinho                        | 1998                    | |
| Sérgio Lopes                     | 1998                    | |
| Gassem                           | 1998                    | |
| Vacaria                          | 1998                    | |
| Abel Ribeiro                     | 1998                    | |
| Cassiá                           | 1998 – 1999             | |
| Abel Ribeiro                     | 1999 – 2000             | 1999: Campeão do Campeonato Catarinense                                                                                      |
| Luiz Carlos Cruz                 | 2000                    | |
| Simão Saturnino                  | 2000                    | |
| Valmir Louruz                    | 2000 – 2001             | |
| Simão Saturnino                  | 2001                    | |
| Amauri Knevitz                   | 2001                    | |
| Gilmar da Costa                  | 2001                    | |
| Abel Ribeiro                     | 2001                    | |
| Vágner Benazzi                   | 2001                    | Vice-campeão do Campeonato Brasileiro - Série B e promovido à Série A de 2002                                                |
| Cabralzinho                      | 2002                    | |
| Roberval Davino                  | 2002                    | Campeão do Campeonato Catarinense                                                                                            |
| Muricy Ramalho                   | 2002                    | |
| Heron Ferreira                   | 2002 – 2003             | |
| Vágner Benazzi                   | 2003                    | Campeão do Campeonato Catarinense                                                                                            |
| Arthur Neto                      | 2003                    | |
| Luiz Carlos Ferreira             | 2003                    | |
| Dorival Júnior                   | 2003 – 2004             | 2004: Campeão do Campeonato Catarinense                                                                                      |
| Ivan Izzo                        | 2004                    | |
| Paulo Comelli                    | 20/12/2004 – 13/03/2005 | |
| Itamar Schülle                   | 2005                    | |
| Marco Aurélio Moreira            | 16/03/2005 – 20/07/2005 | |
| Zé Mário                         | 2005                    | |
| Adílson Batista                  | 18/08/2005 – 18/06/2006 | 2006: Campeão do Campeonato Catarinense                                                                                      |
| Waldemar Lemos                   | 26/05/2006 – 10/12/2006 | |
| Heriberto da Cunha               | 15/12/2006 – 12/02/2007 | |
| Rogério Micale                   | 14/02/2007              | |
| Fernando Alcântara               | 2007                    | |
| Mário Sérgio                     | 13/02/2007 – 06/09/2007 | Vice-campeão da Copa do Brasil                                                                                               |
| Hudson Coutinho                  | 06/09/2007 – 08/09/2007 | |
| Alexandre Gallo                  | 09/09/2007 – 18/05/2008 | 2008: Campeão do Campeonato Catarinense                                                                                      |
| Guilherme Macuglia               | 19/05/2008 – 24/06/2008 | |
| Paulo César Gusmão               | 24/06/2008 – 14/09/2008 | |
| Mário Sérgio                     | 14/09/2008 – 31/12/2008 | |
| Pintado                          | 17/11/2008 – 02/03/2009 | 2008: 17º colocado no Campeonato Brasileiro - Série A e rebaixado à Série B de 2009                                          |
| Abelha                           | 04/03/2009 – 13/03/2009 | |
| Roberto Fernandes                | 12/03/2009 – 29/08/2009 | |
| Márcio Araújo                    | 29/08/2009 – 20/12/2009 | |
| Renê Weber                       | 17/01/2010 – 01/02/2010 | |
| Márcio Goiano                    | 04/02/2010 – 07/02/2010 | |
| Márcio Goiano                    | 10/02/2010 – 28/02/2011 | 2010: Vice-campeão do Campeonato Brasileiro - Série B e promovido à Série A de 2011                                          |
| Jorginho                         | 02/03/2011 – 05/12/2011 | 7º colocado no Campeonato Brasileiro - Série A e classificado à Copa Sul-Americana de 2012                                   |
| Branco                           | 13/12/2011 – 13/05/2012 | |
| Argel Fucks                      | 14/05/2012 – 20/07/2012 | |
| Abel Ribeiro                     | 22/07/2012              | |
| Hélio dos Anjos                  | 23/07/2012 – 24/08/2012 | |
| Abel Ribeiro                     | 26/08/2012 – 29/08/2012 | |
| Márcio Goiano                    | 01/09/2012 – 05/11/2012 | |
| Fernando Gil                     | 11/11/2012 – 02/12/2012 | 20º colocado no Campeonato Brasileiro - Série A e rebaixado à Série B de 2013                                                |
| Adílson Batista                  | 01/01/2013 – 18/08/2013 | |
| Vinícius Eutrópio                | 19/08/2013 – 30/04/2014 | 2013: 4º colocado no Campeonato Brasileiro - Série B e promovido à Série A de 2014 · 2014: Campeão do Campeonato Catarinense |
| Guto Ferreira                    | 02/05/2014 – 23/07/2014 | |
| Argel Fucks                      | 24/07/2014 – 13/08/2015 | 2015: Campeão do Campeonato Catarinense                                                                                      |
| Hudson Coutinho                  | 13/08/2015 – 16/08/2015 | |
| René Simões                      | 17/08/2015 – 16/09/2015 | |
| Hudson Coutinho                  | 17/09/2015 – 20/09/2015 | |
| Hudson Coutinho                  | 21/09/2015 – 19/02/2016 | |
| Vinícius Eutrópio                | 19/02/2016 – 11/07/2016 | |
| Tuca Guimarães                   | 21/02/2016              | |
| Argel Fucks                      | 11/07/2016 – 21/08/2016 | |
| Tuca Guimarães                   | 24/08/2016 – 19/09/2016 | |
| Marquinhos Santos                | 19/09/2016 – 16/02/2017 | 18º colocado no Campeonato Brasileiro - Série A e rebaixado à Série B de 2017                                                |
| Márcio Goiano                    | 17/02/2017 – 14/06/2017 | |
| Marcelo Cabo                     | 15/06/2017 – 29/07/2017 | |
| Márcio Coelho                    | 30/07/2017 – 07/08/2017 | |
| Milton Cruz                      | 08/08/2017 – 10/09/2018 | 2018: Campeão do Campeonato Catarinense                                                                                      |
| Rogério Micale                   | 10/09/2018 – 28/11/2018 | |
| Hemerson Maria                   | 28/11/2018 – 29/07/2019 | 2019: Campeão da Recopa Catarinense                                                                                          |
| Vinícius Eutrópio                | 29/07/2019 – 17/09/2019 | |
| Márcio Coelho                    | 18/09/2019 – 15/10/2019 | |
| Pintado                          | 16/10/2019 – 07/12/2019 | |
| Márcio Coelho                    | 11/12/2019 – 27/08/2020 | |
| Elano                            | 27/08/2020 – 13/11/2020 | |
| Jorginho                         | 13/11/2020 – 18/11/2021 | 2020: 17º colocado no Campeonato Brasileiro - Série B e rebaixado à Série C de 2021 · 2021: Campeão da Copa Santa Catarina   |
| Júnior Rocha                     | 23/11/2021 – 02/11/2022 | 2022: Campeão da Recopa Catarinense                                                                                          |
| Cristóvão Borges                 | 17/11/2022 – 19/03/2023 | |
| Roberto Fonseca                  | 17/04/2023 – 13/06/2023 | |
| Paulo Baier                      | 14/06/2023 – 30/10/2023 | |
| João Burse                       | 11/12/2023 – 30/08/2024 | |
| Rodrigo Carpegiani               | 01/09/2024 – 27/11/2024 | |
| Thiago Carvalho                  | 28/11/2024 – 28/04/2025 | |
| Pintado                          | 29/04/2025 –            | |